# Baramia
Genre
Baramia est un genre d'opilions laniatores de la famille des Podoctidae.

## Distribution
Les espèces de ce genre se rencontrent en Indonésie et en Malaisie.

## Liste des espèces
Selon World Catalogue of Opiliones (06/07/2021) :
- Baramia echinosa Banks, 1930
- Baramia longipes Banks, 1930
- Baramia solitaria Roewer, 1949
- Baramia vorax Hirst, 1912

## Publication originale
- Hirst, 1912 : « Descriptions of new harvest-men of the family Phalangodidae. » The Annals and Magazine of Natural History, sér. 8, vol. 10, no 55, p. 63–84 (texte intégral).